# Trachinidae
Peixes-aranha são peixes da subordem Trachinoidei pertencentes à família Trachinidae. São encontrados a partir do sul do Mar do Norte até ao Mediterrâneo e costumam se esconder em baixo da areia esperando por suas presas apenas com os olhos de fora. Seu veneno causa muita dor que pode ser diminuída pelo uso de água quente (tão quente quanto possível) no ferimento. No sul de Portugal há muitos.
Quando se está no mar e se sente uma picada, o que se tem a fazer é sair e procurar um nadador-salvador.

## Espécies
Existem nove espécies em dois géneros:
- Género Echiichthys
  - Echiichthys vipera (Cuvier, 1829) - Peixe-aranha-comum ou  Peixe-aranha-menor.
- Género Trachinus
  - Trachinus araneus Cuvier, 1829 - Peixe-aranha-pontuado.
  - Trachinus armatus Bleeker, 1861 - Peixe-aranha-da-guiné.
  - Trachinus collignoni Roux, 1957 - Peixe-aranha-do-gabão.
  - Trachinus cornutus Guichenot, 1848.
  - Trachinus draco Linnaeus, 1758 - Peixe-aranha-maior.
  - Trachinus lineolatus Fischer, 1885 - Peixe-aranha-listado.
  - Trachinus pellegrini Cadenat, 1937 - Peixe-aranha-de-cabo-verde.
  - Trachinus radiatus Cuvier, 1829 - Peixe-aranha-raiado.